# Елек Бачік
Елек Бачік (народився 22 травня 1926 року у Будапешті, помер 14 лютого 1993 року у Глен-Еллін, штат Іллінойс) — угорський джазовий музикант, який грав на скрипці та гітарі. Він був двоюрідним братом Джанго Рейнарта.
Вивчав скрипку у Будапешті. Однак з часом зосередився на навчанні гри на гітарі. У 1959 році він поїхав до Парижа, де жив до 1966 року, а згодом переїхав назавжди до США. Протягом своєї кар'єри співпрацював з багатьма джазовими музикантами, включаючи Арт Сіммонс, Квентіна Джексона, Лу Беннет та Діззі Гіллеспі.

## Дискографія[4]
- Босса-Нова (1960)
- Електрична гітара еклектика Елека Бачіка (1962)
- Концепції гітари (1963)
- Quatre Slow номінал (1963)
- Джазовий гітарист (1963)
- Я тебе кохаю (1974)
- Bird and Dizzy A Musical Tribute (1975)
- Номери (2002)